# Fèlix Vinyals
Fèlix Vinyals és un artista digital que investiga, crea obra i fa docència d'una branca de l'art que ell anomena «art biotrònic». Els seus estudis en enginyeria biomèdica i enginyeria electrònica li permeten explorar les possibilitats de la lectura de les ones cerebrals i les constats biològiques per explorar artísticament la relació home-màquina-societat. Actualment exposa sovint la seva obra a Barcelona, és el director del postgrau «Arduino: via lliure a la teva creativitat digital»de la Universitat Politècnica de Catalunya, dona tallers i seminaris sobre art digital i és artista resident a Fabra i Coats.